# Каменный Ключ (деревня, Кемеровская область)
Ка́менный Ключ — деревня в Прокопьевском районе Кемеровской области. Входит в состав Каменно-Ключевского сельского поселения.

## География
Центральная часть населённого пункта расположена на высоте 437 м над уровнем моря.

## Население
| 2010 |
| ---- |
| 91   |

### Половой состав
По данным Всероссийской переписи населения 2010 года, в деревне Каменный Ключ проживало 91 человек (49 мужчин, 42 женщины).